# Australians for Constitutional Monarchy
Pour les articles homonymes, voir ACM.
Australians for Constitutional Monarchy, aussi connu sous l’acronyme (ACM) et traduit par Australiens pour la monarchie constitutionnelle, est un mouvement qui vise à préserver la monarchie constitutionnelle actuelle de l'Australie, avec Élisabeth II comme reine d'Australie.
Le mouvement indique qu'il s'agit d'un organisme non partisan, sans but lucratif dont le rôle est de « préserver, de protéger et de défendre notre patrimoine : le système constitutionnel australien le rôle de la Couronne au sein de ce système et notre drapeau ».